# Lagunas de Teno
Lagunas de Teno är sjöar i Chile.   De ligger i regionen Región del Maule, i den södra delen av landet, 190 km söder om huvudstaden Santiago de Chile. Lagunas de Teno ligger 2 551 meter över havet.
Trakten runt Lagunas de Teno är ofruktbar med lite eller ingen växtlighet. Runt Lagunas de Teno är det glesbefolkat, med 15 invånare per kvadratkilometer.